# Tätning

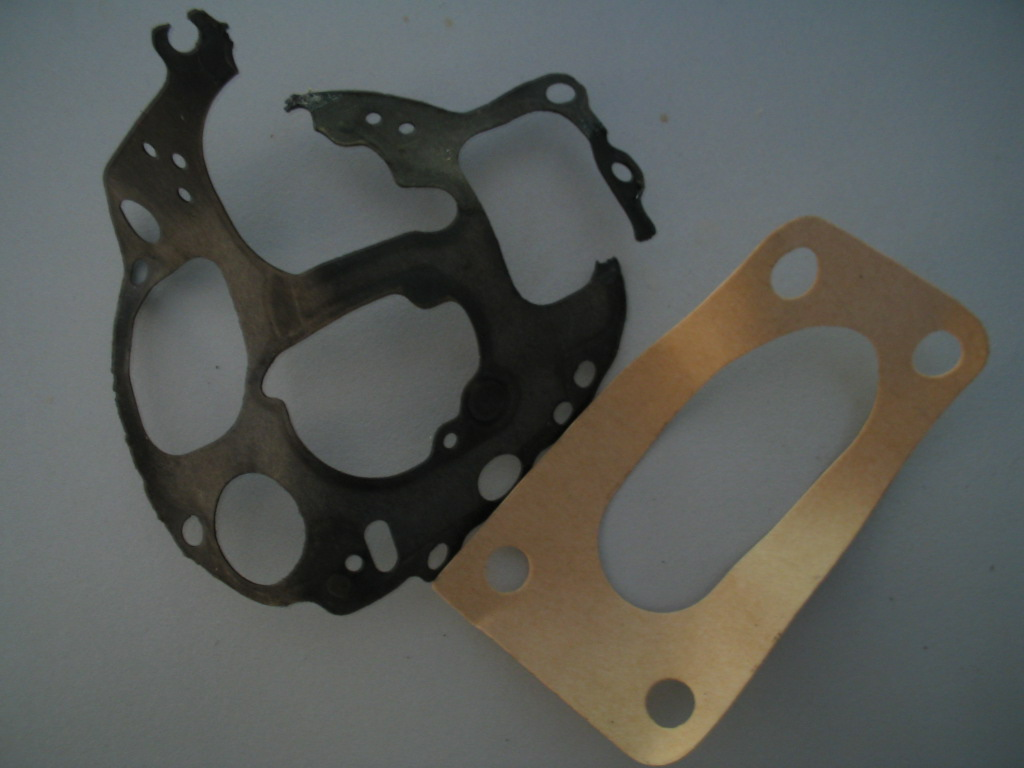
Tätningar för en förgasare

Tätning eller packning, maskinelement med uppgift att hålla två medier (till exempel vatten och olja) åtskilda. Tätningar kan delas in i fasta och rörliga tätningar. Exempel på rörliga tätningar är radialtätningen och kolvringen. O-ringen är en vanlig tätningstyp som kan användas som såväl fast som rörlig tätning.
Tätningsvatten används för att kyla en mekanisk tätning och axeln. Det smörjer även tätningsytorna. Tätningsvatten används ofta tillsammans med både boxpackningar och mekaniska tätningar i processindustrin. Det hindrar även partiklar från att försämra tätningsfunktionen.
En toppackning används för att täta mellan cylinder och topplock i en förbränningsmotor. Eftersom denna packningstyp skall stå emot det höga förbränningstrycket är den vanligen metallskodd för extra hållbarhet. I vissa sammanhang med speciella hållbarhetskrav, exempelvis motortrimning, kan hela toppackningen vara gjord i metall.